# Teresa Tanco de Herrera
Teresa Tanco de Herrera (1866-1946), fue una pianista y compositora colombiana. Es considerada pionera femenina en la composición clásica de Colombia, y una de las más celebres de Latinoamérica.
Inició sus estudios musicales con su madre y los continuó bajo la supervisión de Vicente Vargas de la Rosa. Viajó a Europa con su hermana en 1882 e hizo su debut en París en la Salle Pleyel Saint-Saens con críticas favorables. De regreso a Bogotá, fue profesora de piano de la Academia Nacional de Música dirigida por Honorio Alarcón. Dirigió el coro de la Iglesia de San ignacio. Compuso música para voz, piezas sagradas, música para piana, entre las cuales la polca para piano L'aube (Las tres de la mañana).

### Similia Similibus
El 15 de octubre de 1883, día de su cumpleaños, Teresa Tanco dirigió en su casa el estreno de Similia Similibus, zarzuela en 2 actos, de su autoría sobre un libreto de Carlos Sáenz Echeverría. Participaron sus amigos y familiares, todos aficionados: Leonor Tanco (hermana de la compositora), Isaac Arias, Leopoldo Caicedo, Jorge Castello, Roberto Pardo y Federico Camacho.
El Papel Periódico Ilustrado de Bogotá (20-12-1883) publicó la partitura de la cavatina del segundo acto de Similia Similibus, el libreto completo, una reseña del estreno y una ilustración de Alberto Urdaneta en la que se aprecia el telón pintado por Ana Tanco de Carrizosa, diferentes escenas de la zarzuela y la compositora dirigiendo la orquesta.
En su reseña, Urdaneta escribe sobre la música «algo que es nuestro, algo que habíamos presentido […] de esta amada patria […]; en [las notas] está revelado nuestro gusto nacional apoyado en el estudio de los clásicos» (Alberto Urdaneta, Papel Periódico Ilustrado, 20 de diciembre de 1883.).
Similia Similibus volvió a presentarse el 15 de julio de 1888, por la compañía de zarzuela de Zenardo, en una función a beneficio del director de orquesta cubano José Mauri  (La Nación, 17-07-1888); el 13 de diciembre de 1898 en el Teatro Colón, por la compañía Zimmermann-Ughetti; el 25 de julio de 1937, en el Teatro Colón, bajo la dirección de Rosa Pérez de Solano y el 24 de octubre de 1958 en el teatro del Gimnasio Moderno, bajo la dirección de José Ignacio Perdomo Escobar.